# ألفريد فيري
ألفريد فيري (بالإنجليزية: Alfred Phiri)‏ (مواليد 22 يونيو 1974) هو لاعب كرة قدم. يلعب مع منتخب جنوب أفريقيا لكرة القدم. سبق له أن لعب في كأس العالم لكرة القدم مع منتخب بلاده.

## روابط خارجية
- ألفريد فيري على موقع الاتحاد الدولي (مؤرشف)  (الإنجليزية)
- ألفريد فيري على موقع اتحاد تركيا (لاعب) (الإنجليزية)
- ألفريد فيري على موقع قاعدة بيانات كرة القدم.إي يو (الإنجليزية)
- ألفريد فيري على موقع ناشيونال فوتبول تيمز (الإنجليزية)
- ألفريد فيري على موقع عالم كرة القدم.نت (الإنجليزية)
- ألفريد فيري على موقع كووورة